# Neoperla nova
Neoperla nova är en bäcksländeart som beskrevs av Peter Zwick 1988. Neoperla nova ingår i släktet Neoperla och familjen jättebäcksländor. Inga underarter finns listade i Catalogue of Life.